# Johan Wilhelm Rangell
Johan (Jukka) Wilhelm Rangell (25. oktober 1894 – 12. marts 1982) var en finsk sportsfunktionær, politiker og statsminister.

## Uddannelse og erhvervskarriere
Rangell gennemførte et økonomisk og juridisk studium. Derefter blev han advokat og senere var han guvernør og bestyrelsesmedlem i den finske nationalbank.

## International sportsfunktionær
Rangell var finsk mester i trespring i 1912 og 1913. Fra 1938 til 1967 var han medlem af den Internationale Olympiske Komite (IOC). I denne funktion var han også præsident for organisationskomiteen ved de olympiske sommerlege i Helsinki i 1940, som imidlertid blev aflyst på grund af 2. verdenskrigs udbrud. Fra 1934 til 1941 og fra 1951 til 1953 var han desuden formand for det finske idrætsforbund. For sine fortjenester indenfor sporten fik han sportsforbundets pokal.
Fra 1961 til 1963 var han formand for den nationale olympiske komite i Finland. Fra 1967 til sin død var han æresmedlem af IOC.

## Statsminister 1941 til 1943
Rangell var medlem af det Nationale Fremskridtsparti – Kansallinen Edistyspuolue (KEP). Den 3. januar 1941 blev han statsminister i en koalisionsregering bestående af ministre fra KEP, det Nationale Samlingsparti KOK, det Finske Centrumsparti ML, det Socialdemokratiske Parti SDP, det Svenske Folkeparti SFP og det højreorienterede Finske Patriotiske Volkebevægese (IKL). Regeringen sad indtil den 5. marts 1943.
Da lederen af SS, Heinrich Himmler, under et besøg i Finland i sommeren 1942 krævede de finske jøder udleveret, afslog Rangell dette krav med henvisning til, at de havde finsk statsborgerskab og den eksisterende værnepligt.
I hans regeringstid udbrød Fortsættelseskrigen mellem Finland og Sovjetunionen i juni 1941.
I 1945-1946 blev han sammen med sin efterfølger Edwin Linkomies og 6 andre politikere stillet for retten og dømt for at være ansvarlige for krigsudbruddet ved en proces, som kom i stand efter massivt pres fra den sovjetiske ledelse under Josef Stalin, og som bl.a. krævede en forfatningsændring for at kunne gennemføre. Rangell fik den næstlængste straf på seks års fængsel, kun overgået af præsident Risto Ryti. I 1949 blev alle de dømte benådet af præsident Paasikivi.

## Biografiske kilder og beggrundsinformation
- Biografiske noter på den finske regerings hjemmeside Arkiveret 14. november 2008 hos  Wayback Machine
- Ministerliste over regeringen 1941-1943 Arkiveret 27. september 2007 hos  Wayback Machine
- Finlands historie i frimærker: 2. verdenskrig(1939-1945)
- „For Peace“, Artikel i TIME-Magazine fra 19. januar 1942
- Reichel, Klaus: „An Hitlers Seite. Wie Finnland 1941 zum Bundesgenossen Deutschlands wurde – und etliche seiner führenden Politiker sich dafür 1946 vor einem Kriegsverbrechertribunal verantworten mussten“, Artikel i „DIE ZEIT“ fra 2. Marts 2006 Arkiveret 4. januar 2007 hos  Wayback Machine
- „Finland and Olympism“, Artikel i Olympic Review, Nr. 103-104 fra maj/juni 1976
- Nekrolog i Revue Olympique Nr. 174 fra april 1982 Arkiveret 30. september 2007 hos  Wayback Machine